# System olinowania
System olinowania w wiertnictwie to sposób nawinięcia liny na krążki wielokrążka górnego i dolnego oraz sposób umocowania martwego końca liny (koniec zamocowany do bębna wyciągu nazywa się końcem roboczym, koniec zamocowany do wielokrążka dolnego, korony wieży lub jej podbudowy – końcem martwym).